# Романов Роман Петрович
Великий князь Роман Петрович Романов (5 (17) жовтня 1896, Санкт-Петербург — 23 жовтня 1978, Рим) — російський військовий інженер, князь імператорської крові, син великого князя Петра Миколайовича і великої княгині Міліци Миколаївни. Правнук імператора Миколи I, брат княжон імператорської крові Марини Петрівни та Надії Петрівни, кузен княгині імператорської крові Олени Петрівни.

## Життя до еміграції
Князь Роман Петрович народився у палаці батьків Знаменка 17 жовтня 1896 року, там же пройшли його дитячі роки. Ще дитиною відрізнявся слабким здоров'ям, у нього були легкі хворі. У 1910 році він був зарахований до Володимирського кадетського корпусу. У 1914 році розпочалася Перша світова війна. На той час Роман Петрович був юнкером Миколаївського інженерного училища. 15 вересня 1916 року Роман Петрович зроблений з юнкерів у прапорщики, зі старшинством з 1 червня 1916 року, випущений у 1-й Кавказький саперний батальйон і вирушив на кавказький фронт, де взяв участь у боях за Ерзерум і Трапезунд. Якось молодий князь потрапив під обстріл турків, за це він отримав іменну стрічку на шаблю, хоча дядько Романа Петровича великий князь Микола Миколайович не був задоволений нагородженням племінника, вважаючи, що нічого героїчного не зробив. Служив князь Роман Петрович в інженерних військ під проводом свого батька. У Першу світову війну з жовтня 1916 перебував на Кавказькому фронті при своєму дядьку Миколі Миколайовичу. Через хворобу дослужився лише молодшого офіцерського чину.

## Життя у вигнанні
Після революції перебував разом із батьками в кримському маєтку Дюльбер, що належав великокнязівській родині. Там Роман Петрович пережив революційні тривоги та залишив Росію разом з іншими Романовими на британському лінійному кораблі «Мальборо» під час Кримської евакуації 1919 року.
У 1936 році Роман Петрович разом із сім'єю перебрався до Риму. Коли почалася війна і італійці прийшли до будинку Роману Петровичу, щоб умовити його прийняти чорногорський престол, він відмовився (вибір його кандидатури обумовлювався тим, що князь був нащадком Міліци, сестри італійської королеви Єлени, і отже нащадком чорногорського короля Ніколи).
Війна закінчилася 1945 року, а політична ситуація в Італії залишалася нестабільною. Унаслідок референдуму 1946 року Італію було проголошено республікою, і всі члени італійського королівського дому були змушені покинути країну. Сім'я Романа Петровича виїхала до Єгипту, де сини Микола і Димитрій пішли працювати, старший займався продажем тютюну, а молодший працював на автомобільному заводі Форда.
Єгипетське вигнання завершилося 1951 року, коли Роман Петрович разом із дружиною повернувся в Рим. З 1954 року він почав писати мемуари, ведучи велике листування з родичами, розкиданими по всьому світу. Князь Роман Петрович задумував написати дві книжки, одну про життя до еміграції і другу про життя вже у вигнанні. Але його задумам не судилося збутися, він встиг закінчити лише першу частину, яка побачила світ тільки 1991 року.
Помер Роман Петрович 23 жовтня 1978 року в Римі, похований на цвинтарі Монте Тестаччо в Римі.

## Створення сімейного об'єднання
Ще однією важливою справою в житті для Романа Петровича стало створення «Об'єднання членів роду Романових», організації, метою якої є зміцнення зв'язку між нащадками Дому Романових. У середині 1970-х років він став помічати, що контакти між членами сім'ї стали слабшати, багато хто, внаслідок еміграції, опинився не те що в різних країнах, а навіть на різних континентах. Як згадував молодший син Романа Петровича Димитрій Романович, «зранку батько часто сідав за друкарську машинку „Ремінгтон“ і писав родичам, іноді по 5-6 листів на день». Зусиллями Романа Петровича контакти відновилися.

## Сім'я та нащадки
3 (16) листопада 1921 року в Антибі одружився з графиною Парасковії Дмитрівною Шереметєвою (1901—1980), онукою відомого історика графа Сергія Дмитровича Шереметєва. У шлюбі народилося двоє синів:
- Микола Романович (26 вересня 1922 — 15 вересня 2014 р.) — претендент на верховенство в родині Романових після смерті Володимира Кириловича (з 1992 року). Був одружений з італійською шляхтанкою Свеве делла Герардеска (нар. 1930). Онуки:
  - Наталія (нар. 1952)
    - правнучка Ніколетта Романова (нар. 1979) — італійська актриса.

  - Єлизавета (нар. 1956)
  - Тетяна (нар. 1961)
- Димитрій Романович (17 травня 1926 — 31 грудня 2016) — спадкоємець претензій свого брата. Двічі одружений, обидва шлюби бездітні.

## Династичні суперечки
Роман Петрович, як і вся гілка Миколайовичів, відмовився визнати Імператором у вигнанні Кирила Володимировича, негативно ставився і до претензій Володимира Кириловича, в 1969 році князь, разом з усіма представниками Будинку Романових, офіційно виступив проти його рішень.
Оскільки через суперечності князь Роман Петрович не питав дозволу на шлюб із графинею Параскою Дмитрівною Шереметьєвою, то шлюб не визнається гілкою Кириловичів.

## Нагороди
- Орден св. апостола Андрія Первозванного (29.12.1916).
- Орден св. Олександра Невського (29.12.1916).
- Орден Білого Орла (29.12.1916).
- св. Анни 1 ст. (29.12.1916).
- св. Станіслава 1 ст. (29.12.1916).